# Séreilhac

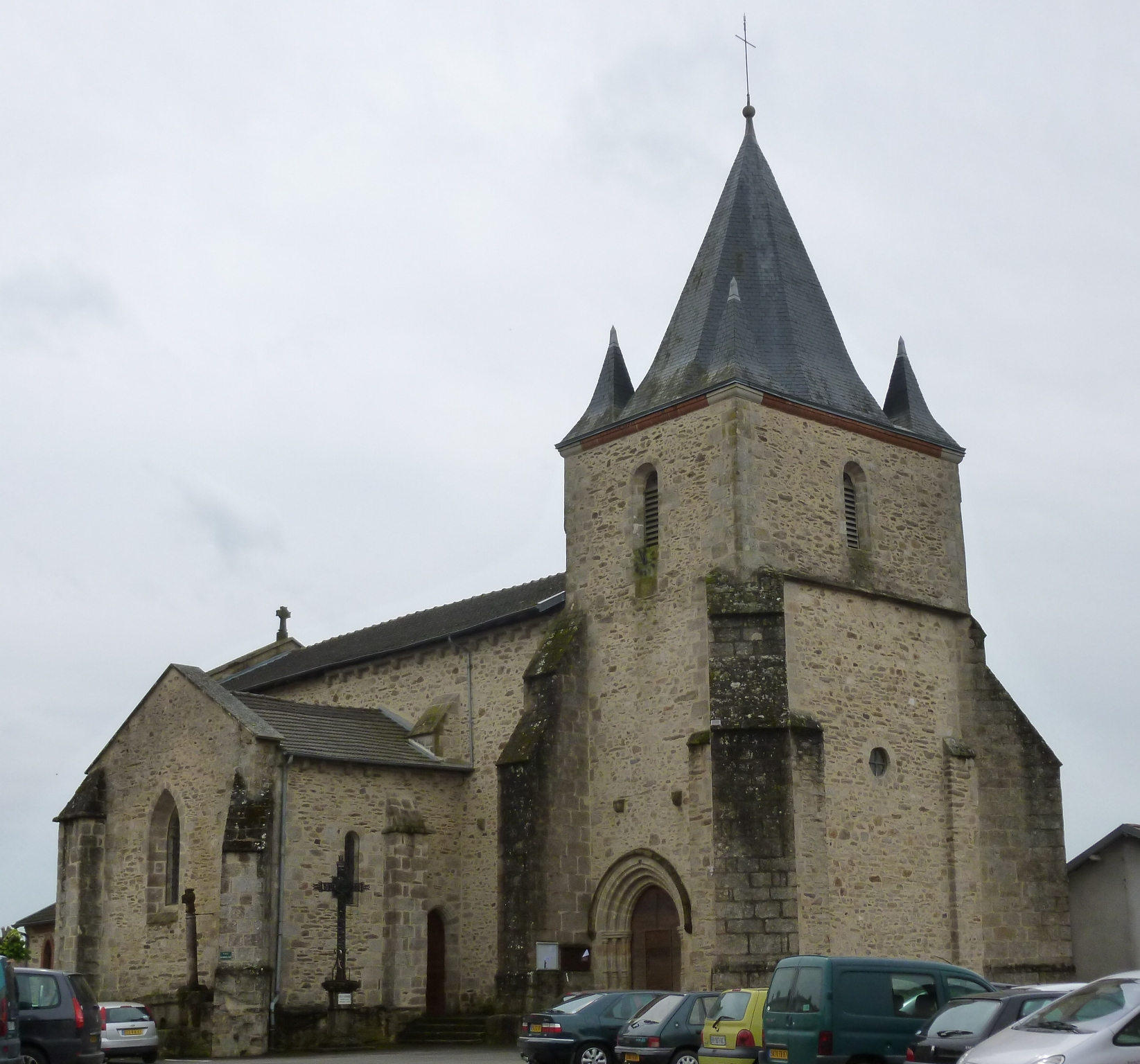
Kerk

Séreilhac is een gemeente in het Franse departement Haute-Vienne (regio Nouvelle-Aquitaine) en telt 1605 inwoners (2004). De plaats maakt deel uit van het arrondissement Limoges. 

## Geografie
De oppervlakte van Séreilhac bedraagt 38,4 km², de bevolkingsdichtheid is 41,8 inwoners per km².
De onderstaande kaart toont de ligging van Séreilhac met de belangrijkste infrastructuur en aangrenzende gemeenten.

## Demografie
Onderstaande figuur toont het verloop van het inwonertal (bron: INSEE-tellingen).